# Třída Sverige
Třída Sverige byla třída pobřežních bitevních lodí švédského námořnictva. Postaveny byly celkem tři jednotky. Byly to poslední postavené pobřežní bitevní lodě a zároveň jediné, které poháněly parní turbíny. Ve 30. letech byla plavidla modernizována a po druhé světové válce vyřazena z první linie. V období 1958–1970 byla sešrotována.

## Stavba

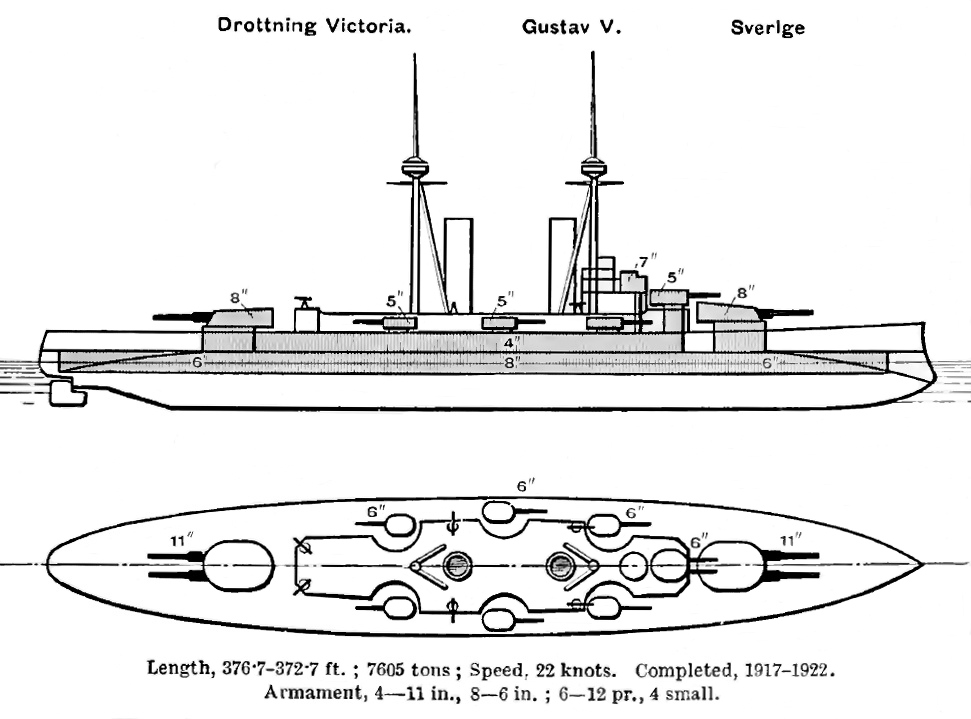
Schéma rozmístění výzbroje a pancéřové ochrany

Roku 1911 švédský parlament odsouhlasil stavbu nové pobřežní bitevní lodě Sverige, která své předchůdce výrazně překonávala jak svou velikostí, tak výzbrojí. Sverige postavila v letech 1912–1917 švédská loděnice Götaverken v Göteborgu.
Roku 1914 byla odsouhlasena stavba dalších dvou vylepšených sesterských lodí. Drottning Victoria postavila v letech 1915–1921 loděnice Götaverken a Gustav V v letech 1914–1922 loděnice Kockums v Malmö.
Jednotky třídy Sverige:
| Jméno              | Založení kýlu | Spuštěna       | Vstup do služby | Osud                                                                       |
| ------------------ | ------------- | -------------- | --------------- | -------------------------------------------------------------------------- |
| Sverige            | 1912          | 3. května 1915 | 10. května 1917 | Dne 18. ledna 1941 poškozena srážkou s ponorkou Svärdfisken, vyřazena 1947 |
| Drottning Victoria | 1915          | 15. září 1917  | březen 1921     | vyřazena 1947                                                              |
| Gustav V           | 1914          | 31. ledna 1918 | leden 1922      | vyřazena 1948                                                              |

## Konstrukce

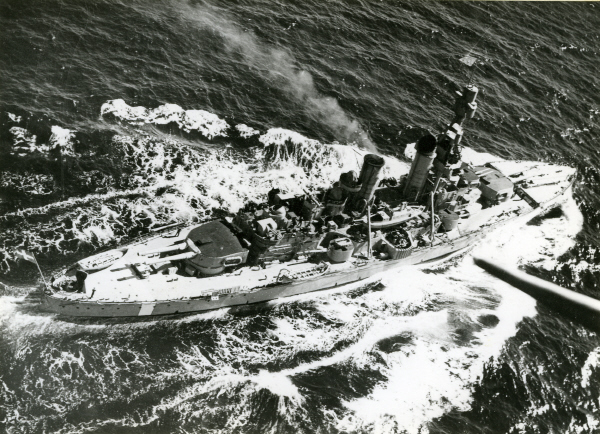
Drottning Victoria

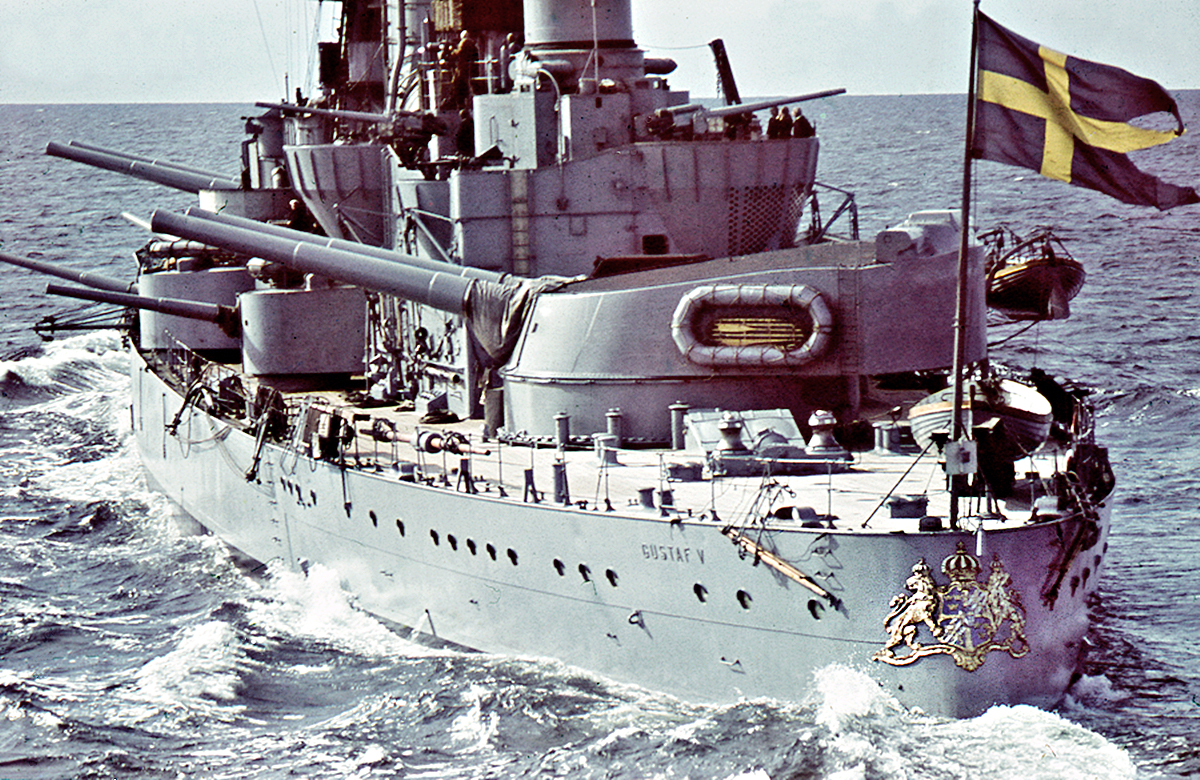
Gustav V

### Sverige
Hlavní výzbroj tvořily čtyři 280mm kanóny umístěné ve dvoudělových věžích, které doplňovalo osm 152mm kanónů. Dále plavidlo neslo šest 75mm kanónů, dva 57mm kanóny, dva 8mm kulomety a dva 533mm torpédomety. Pohonný systém měl výkon 25 400 hp. Tvořilo jej dvanáct kotlů Yarrow, dodávajících páru čtyřem parním turbínám Westinghouse, které napřímo poháněly čtyři lodní šrouby. Nejvyšší rychlost dosahovala 22,5 uzlu. Dosah byl 2720 námořních mil při rychlosti 14 uzlů.

### Drottning VictoriaaGustav V
Druhá a třetí jednotka této třídy byly postaveny podle upraveného projektu. Jejich příď neměla kloun a příďová nástavba byla upravena. Výzbroj a pancéřování se nezměnily. Zcela přepracován však byl pohonný systém využívající převodové turbíny. Pohon měl výkon 23 910 hp. Dvanáct kotlů Yarrow tentokrát dodávalo páru dvěma turbínám Motala, které pomocí převodovek poháněly dva lodní šrouby. Nejvyšší rychlost dosahovala 23,2 uzlu. Dosah se zvětšil na 3280 námořních mil při 14 uzlech.

#### Modernizace

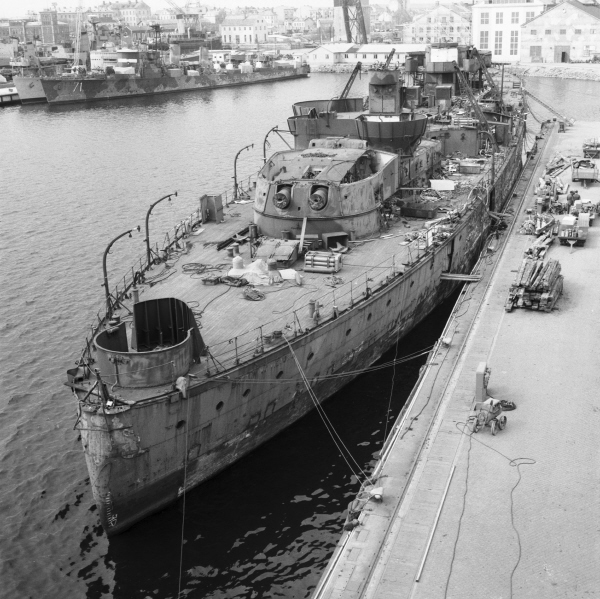
Drottning Victoria během sešrotování

Ve 30. letech byla plavidla modernizována. Byly na ně namontovány nové stěžně, kotle byly vyměněny a mírně se změnila i výzbroj. Dva ze 152mm kanónů nahradily 40mm protiletadlové kanóny.